# Coverdale-Page
Coverdale-Page (estilizado como Coverdale • Page) es un álbum de estudio colaborativo entre el cantante de Whitesnake, David Coverdale, y el exguitarrista de Led Zeppelin, Jimmy Page. La asociación musical de Page y Coverdale surgió en 1991 a raíz de una sugerencia del productor y hombre del negocio musical estadounidense John Kalodner, estrechamente ligado a la compañía Geffen Records, aprovechando la relación contractual tanto de Whitesnake como de Page con dicha empresa discográfica, este último a raíz de su álbum solista Outrider, editado a finales de los 80.
El álbum fue lanzado el 15 de marzo de 1993, alcanzando el puesto n.º 4 en las listas de Gran Bretaña, y el n.º 5 en el Billboard 200 americano, álbum del cual fueron extraídos cinco sencillos de promoción: "Pride and Joy", "Shake My Tree", "Take Me for a Little While", "Take a Look at Yourself" y "Over Now".
El disco fue en principio certificado oro por la RIAA, en razón de 500 000 copias vendidas en Estados Unidos, alcanzando luego la certificación platino.
Para la gira se inició un proceso de reclutamiento de músicos. Denny Carmassi fue el único de los músicos en estudio al que se le dio la oportunidad de unirse a la gira, lo que marcó su alejamiento definitivo de Heart, el grupo de las hermanas Wilson. (Carmassi siguió tocando junto a Coverdale y Whitesnake durante el resto de la década, y en estudio grabó el disco Restless Heart de Whitesnake (1996) y el solista de Coverdale Into the Light (2000)). Los otros músicos reclutados fueron el tecladista Brett Tuggle (David Lee Roth) y el bajista Guy Pratt (Pink Floyd). Se pensó en un primer momento en contratar a Kip Winger (Winger) como bajista-cantante, pero el management lo rechazó, pensando que éste no aceptaría. En entrevistas recientes, Winger ha lamentado que nunca llegara a cursarse la invitación, y ha señalado que posiblemente la habría aceptado.
Lamentablemente para los fanes, sólo se llegó a concretar la primera parte de la gira en Japón. Coverdale y Page terminaron separándose en buenos términos, producto de presiones para reunir a Led Zeppelin. Coverdale ha sindicado en distintas entrevistas al mánager de Jimmy Page como el responsable de la corta vida del proyecto y quien desde un principio lo "boicoteó desde dentro". Por otra parte, Robert Plant, quien había desechado en distintas oportunidades una reunión con Page, cambió de opinión con motivo del Coverdale-Page. 
Page se reunió con su excompañero en Led Zeppelin, Robert Plant, dando comienzo a una sociedad que duraría por el resto de los 90, mientras que Coverdale volvió a su trabajo con Whitesnake.

## Listado de canciones
Coverdale-Page, EMI/Geffen 1993
1. «Shake My Tree» (4:50)
2. «Waiting on You» (5:15)
3. «Take Me for a Little While» (6:17)
4. «Pride and Joy» (3:32)
5. «Over Now» (5:22)
6. «Feeling Hot» (4:10)
7. «Easy Does It» (5:51)
8. «Take a Look at Yourself» (5:02)
9. «Don't Leave Me This Way» (7:52)
10. «Absolution Blues» (6:00)
11. «Whisper a Prayer for the Dying» (6:54)

## Personal
- David Coverdale - voz, guitarra acústica (4 y 7)
- Jimmy Page - guitarras eléctricas, guitarra acústica (1, 3-5, 7, 9 y 11), bajo (3), armónica, dulcémele (4)
- Ricky Phillips - bajo (7 y 10)
- Jorge Casas - bajo (excepto 7 y 10)
- Lester Méndez - teclados (3, 5 y 7-11), percusión (7)
- Tommy Funderburk - coros (2, 6, 7, 10 y 11)
- John Sambataro - coros (2, 6, 10 y 11)
- John Harris - armónica (4)
- Denny Carmassi - batería, percusión

- Datos: Q122627